# جون هندرسون (لاعب كرة قدم أمريكية أمريكي)
جون هندرسون (بالإنجليزية: John Henderson)‏ هو لاعب كرة قدم أمريكية أمريكي، ولد في 9 يناير 1979 في ناشفيل في الولايات المتحدة.

## وصلات خارجية
- جون هندرسون على موقع مرجع كرة القدم المحترفة.كوم (الإنجليزية)